# Pälkäne
Pälkäne es un municipio de Finlandia. 
Está ubicado en la provincia la región de Pirkanmaa. El municipio tiene una población de 7003 habitantes(31 de marzo de 2009), y cubre un área de 738,54 kilómetros cuadrados (285,15 millas cuadradas), de los cuales 177.77 km² (68.64 millas cuadradas) es agua.  La densidad de población es de 12,49 habitantes por kilómetro cuadrado (32,3 / sq mi). 
En el municipio se habla sólo finés. 
Desde el comienzo del año 2007 Palkäne y Luopioinen se fusionaron para formar nuevo municipio de Pälkäne.
- Wikimedia Commons alberga una categoría multimedia sobre Pälkäne.

- Datos: Q374619
- Multimedia: Pälkäne / Q374619